# Есльов (община)
Община Есльов (на шведски: Eslövs kommun) е разположена в лен Сконе, югоизточна Швеция с обща площ 427 km2 и население 31 920 души (към 31 декември 2013). Административен център на община Есльов е едноименния град Есльов.